# 推薦状
推薦状（すいせんじょう、英語：recommendation letter）とは、特定の人物ないし特定の機関の資質・能力を第三者が評価し、推薦する文書のことである。
面識のない者でも、社会的信用を有する者や学識経験者等の推薦人（機関）が書いた推薦状を示すことにより、信頼に足りうる人材として、組織や学校等にその存在を認めさせることができる。しかしながら、母国語が異なる国同士や遠隔地の場合、証明や裏付けが取りにくい場合には、そうした状況を逆手に取り、推薦状が偽造されるケースもあり、後日、栄典や表彰、就職、入学等が取り消される場合がある。

## 推薦状の種類
- 学校・大学への入学や企業などへの就職に際して、在籍校の校長もしくは教員から提出される文書。
- 栄典や表彰への推薦に際して、推薦機関（推薦者）から表彰機関（表彰者）に提出される文書。
- 公職選挙の立候補者が業界団体等から推薦を受ける場合に授かる文書。
- その他、推薦を要する場合に第三者から提出される文書のこと。